# Humber Light Reconnaissance Car
Humber Light Reconnaissance Car (также известный как Humberette или Ironside) — британский бронеавтомобиль, произведенный во время Второй мировой войны.

## Конструкция
Humber Light Reconnaissance Car, производимый Rootes Group, представлял собой бронированный автомобиль на базе шасси Humber Super Snipe (как и Humber Heavy Utility car). Он был оснащен радиостанцией № 19. С 1940 г. к 1943 г. построено более 3600 единиц.

## История
Машина использовалась пехотными разведывательными полками и полком RAF в Тунисе, Италии и Западной Европе. После войны часть машин осталась на вооружении британских частей в Индии и на Дальнем Востоке. LRC широко использовался разведывательным корпусом, а также использовался разведывательным отрядом 1-й чехословацкой отдельной бронетанковой бригады.
Три автомобиля Mk I были модифицированы для использования британской королевской семьей и кабинетом министров и были известны как «Специальные седаны Ironside».

## Варианты

### Mk I

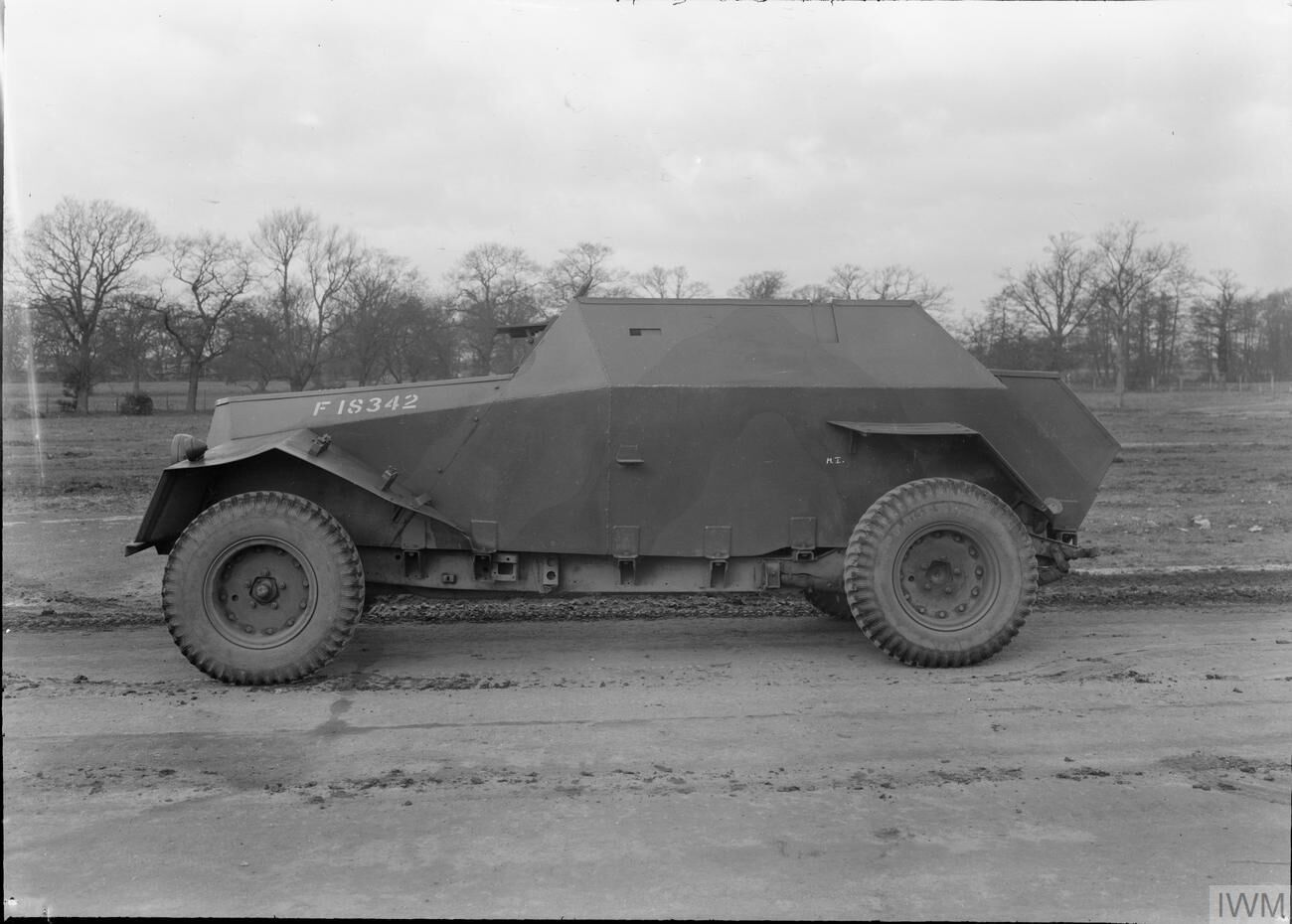
Mk I

Оригинальная версия с открытым верхом и приводом 4x2. Бронирование не более 10 мм спереди и 7-9 мм по бокам. Вооружение состояло из противотанкового ружья Boys и ручного пулемета Bren. Только ограниченное количество было построено до того, как Mk I был заменен на Mk II.

### Mk II

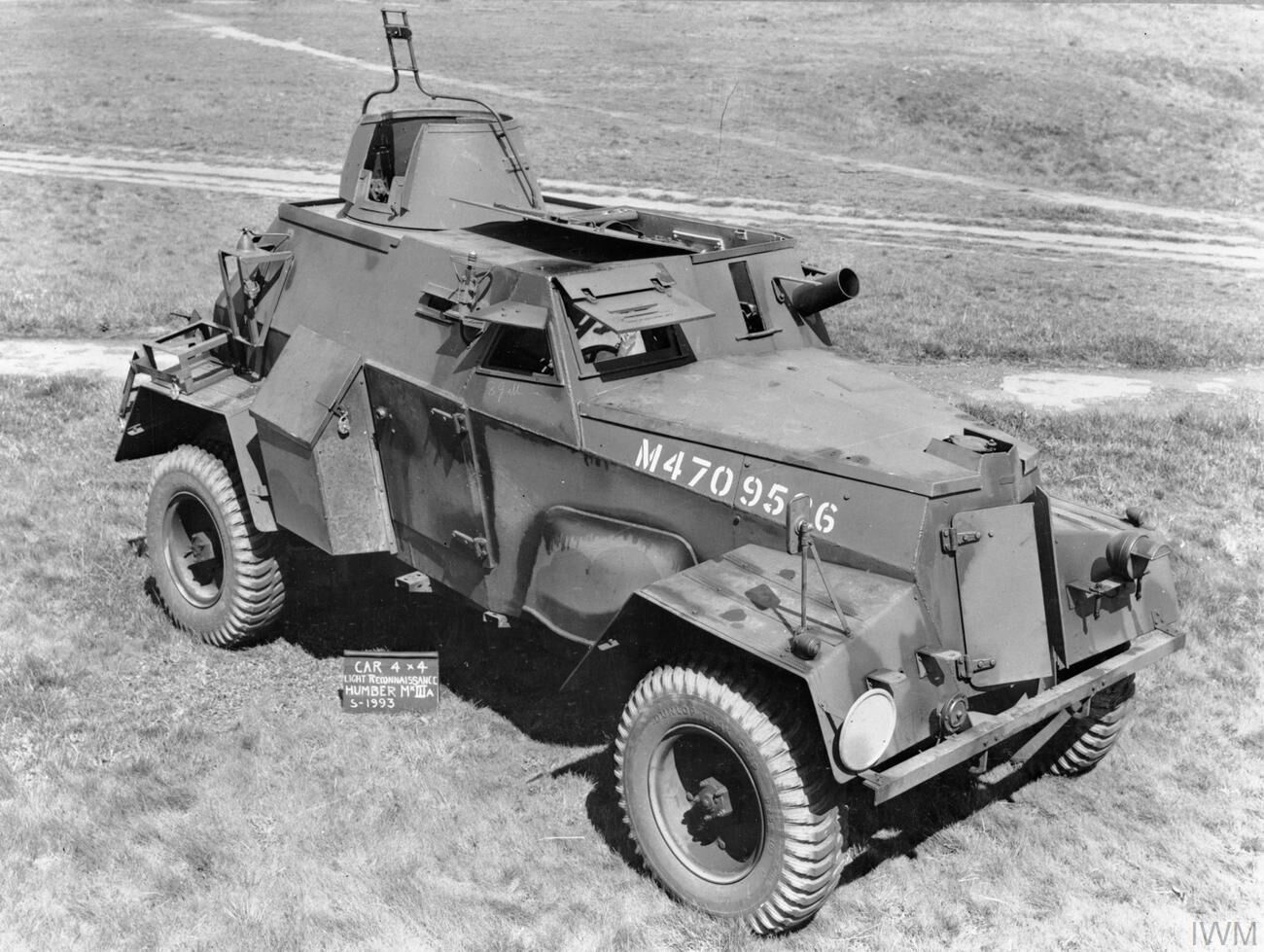
Mk III

Mk II имел закрытую крышу с башней для пулемета и сохранил привод 4x2. Солдаты смотрели вперед в передней части корпуса. В остальном бронирован как Mark I, крыша 7 мм, а башня 6 мм.

### Mk III
Внешне был похож на Mk II, но имел привод 4x4. Производство началось в конце 1941 года.

### Mk IIIA
У Mk IIIA единственным отличием от Mk III были дополнительные иллюминаторы на передних углах корпуса.
Бронирование лобовой части составляло 12 мм, бортов — 8 мм, крыши и кормы — 7 мм, башни — 6 мм.

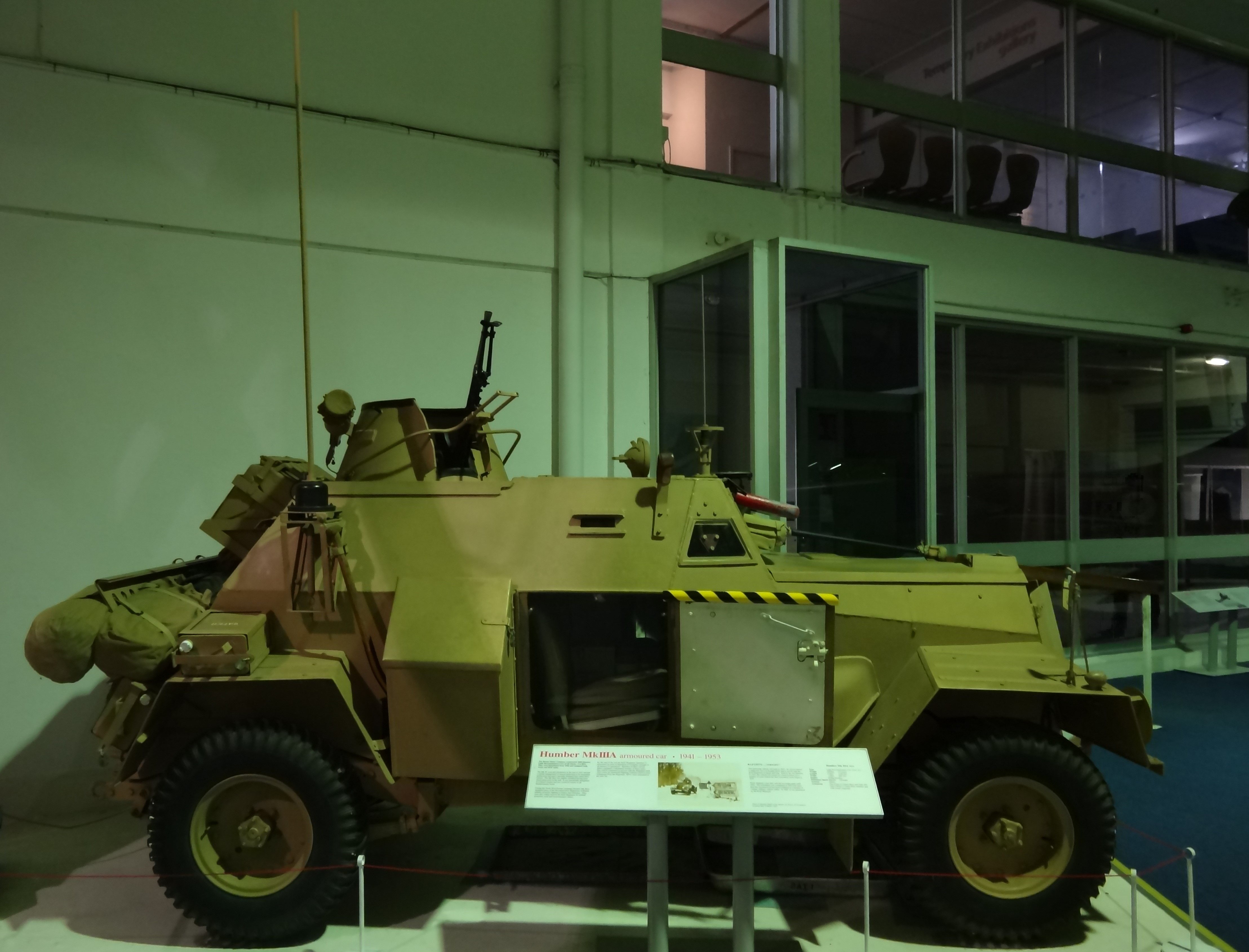
Mk IIIA в музее RAF в Лондоне